# 太原美术馆
太原美术馆位于山西省太原市长风商务区，2013年7月对外开放。占地面积61901平方米，建筑面积32075平方米，其中，地上面积27255平方米，地下面积4820平方米。